# Walerija Schandarowa
Walerija Schandarowa (* 17. März 1994) ist eine georgische Langstrecken- und Hindernisläuferin.

## Sportliche Laufbahn
Erste internationale Erfahrungen sammelte Walerija Schandarowa 2018 bei den Spielen der kleinen Staaten von Europa (GSSE), bei denen sie im 3000-Meter-Lauf in 9:13,20 min die Goldmedaille gewann. Im Jahr darauf qualifizierte sie sich im 5000-Meter-Lauf für die Weltmeisterschaften in Doha, bei denen sie mit 15:52,11 min im Vorlauf ausschied.
2018 wurde Schandarowa Hallenbalkanmeisterin im 3000-Meter-Lauf.

## Persönliche Bestleistungen
- 3000 Meter: 9:13,20 min, 9. Juni 2018 in Schaan
  - 3000 Meter (Halle): 9:16,48 min, 17. Februar 2018 in Istanbul (georgischer Rekord)
- 5000 Meter: 15:33,10 min, 21. Juni 2019 in Carquefou (georgischer Rekord)
- 3000 m Hindernis: 10:13,69 min, 24. Juli 2019 in Joensuu (georgischer Rekord)
- Halbmarathon: 1:14:14 h, 13. Oktober 2019 in Krakau